# Maszcza
Maszcza (ukr. Маща) – wieś na Ukrainie, w obwodzie rówieńskim, w rejonie rówieńskim, w hromadzie Mała Lubasza. W 2001 liczyła 626 mieszkańców, spośród których 622 wskazało jako ojczysty język ukraiński, 3 rosyjski, a 1 białoruski.
W okresie międzywojennym wieś znajdowała się w granicach II RP, wchodząc w skład gminy Kostopol w powiecie kostopolskim, w województwie wołyńskim.